# Geneviève Bujold
Geneviève Bujold (Montréal, 1º luglio 1942) è un'attrice canadese, candidata all'Oscar nel 1969 per il film Anna dei mille giorni.

## Biografia
Imparentata con Louis Cyr, sollevatore di pesi del Quebec del diciannovesimo secolo, la Bujold fu allevata da severi genitori franco-canadesi cattolici, Laurette Cavanagh e Joseph Firmin Bujold, autista di autobus, che la mandarono a scuola in un convento per 12 anni. Insofferente alla ferrea disciplina imposta, la giovane alla fine abbandonò la scuola per inseguire una carriera da attrice.
Formatasi al Conservatorio di Arte Drammatica di Montréal, ebbe la sua grande chance mentre era in tour con una compagnia teatrale a Parigi, dove il regista francese Alain Resnais la selezionò per una parte in La guerra è finita (1966), insieme a Yves Montand. Rimase in Francia per un certo periodo, durante il quale recitò in altri film con Louis Malle.
La Bujold apparve alla televisione canadese e statunitense, guadagnandosi una candidatura agli Emmy Award del 1967 per la sua performance nelle vesti di Giovanna d'Arco nella serie antologica Hallmark Hall of Fame della NBC. In quell'anno sposò il regista canadese Paul Almond, che la diresse in Isabel (1968) e in Act of the Heart (1970), insieme a Donald Sutherland. Sempre nel 1968, vinse il Prix Suzanne Bianchetti come giovane attrice più promettente in film francesi.
Nel 1969 fu accanto a Richard Burton nel film Anna dei mille giorni di Charles Jarrot. Per la sua intensa Anna Bolena vinse il Golden Globe per la migliore attrice in un film drammatico e ottenne una candidatura agli Oscar come miglior attrice. Nel 1980 verrà nuovamente diretta da Jarrot in L'ultimo viaggio dell'arca di Noè, al fianco di Elliott Gould.
Le sue notevoli capacità la indicarono come futura grande star, ma il temperamento della Bujold la portò a rescindere il contratto con gli Universal Studios, dando vita ad una causa civile ritirata solo nel 1974, quando l'attrice accettò di comparire nel film Terremoto di Mark Robson. Nel frattempo si fece notare in film come Le troiane (1971) di Michael Cacoyannis, con Katharine Hepburn, Irene Papas e Vanessa Redgrave, Kamouraska (1973) di Claude Jutra, il thriller Obsession - Complesso di colpa (1976) di Brian De Palma, La zingara di Alex (1976) di John Korty, con Jack Lemmon, Coma profondo (1978) di Michael Crichton, con Michael Douglas, e Corda tesa (1984) di Richard Tuggle, con Clint Eastwood, ma non raggiunse mai la celebrità vera. Vinse il Genie Award come protagonista per Assassinio su commissione (1979). L'ultimo ruolo cinematografico di spicco fu quello di co-protagonista al fianco di Jeremy Irons nel thriller Inseparabili (1988) di David Cronenberg.
Nel 1994 interpretò il capitano Kathryn Janeway, personaggio della serie televisiva statunitense Star Trek: Voyager, ma che abbandonò dopo poche scene del primo episodio, dichiarando che una serie TV è troppo dura; fu rimpiazzata da Kate Mulgrew. Nel 1999 fu scritturata da Roman Polański per il film La nona porta, ma che lasciò per problemi di salute.

## Vita privata
Dal primo matrimonio con Paul Almond, ebbe un figlio, Matthew. Bujold divorziò da Almond nel 1972. Legata dal 1977 a Dennis Hastings, nel 1980 ebbe il secondo figlio, Emmanuel. L'attrice vive a Malibù, California.

## Filmografia

### Cinema
- Amanita Pestilens, regia di René Bonnière (1963)
- Geneviève, regia di Michel Brault (1964)
- Le adolescenti (La Fleur de l'âge, ou Les Adolescentes), regia di Gian Vittorio Baldi, Michel Brault, Jean Rouch e Hiroshi Teshigahara (1964)
- La terre à boire, regia di Jean-Paul Bernier (1964)
- La fin des étés, regia di Anne Claire Poirier (1964)
- La guerra è finita (La Guerre est finie), regia di Alain Resnais (1966)
- Tutti pazzi meno io (Le Roi de coeur), regia di Philippe de Broca (1966)
- Il ladro di Parigi (Le Voleur), regia di Louis Malle (1967)
- Entre la mer et l'eau douce, regia di Michael Brault (1967)
- Isabel, regia di Paul Almond (1968)
- Anna dei mille giorni (Anne and the Thousand Days), regia di Charles Jarrott (1969)
- Marie-Christine, regia di Claude Jutra (1970)
- Act of the Heart, regia di Paul Almond (1970)
- Le troiane (The Trojan Women), regia di Michael Cacoyannis (1971)
- La donna senza tempo (Journey), regia di Paul Almond (1972)
- Kamourascka (Kamouraska), regia di Claude Jutra (1973)
- Terremoto (Earthquake), regia di Mark Robson (1974)
- L'incorreggibile (L'Incorrigible), regia di Philippe de Broca (1975)
- Il corsaro della Giamaica (Swashbuckler), regia di James Goldstone (1976)
- Obsession - Complesso di colpa (Obsession), regia di Brian De Palma (1976)
- La zingara di Alex (Alex & the Gypsy), regia di John Korty (1976)
- Un altro uomo, un'altra donna (Un autre homme, une autre chance), regia di Claude Lelouch (1977)
- Coma profondo (Coma), regia di Michael Crichton (1978)
- Assassinio su commissione (Murder by Decree), regia di Bob Clark (1979)
- L'ultimo viaggio dell'arca di Noè (The Last Flight of Noah's Ark), regia di Charles Jarrott (1980)
- Final Assignment, regia di Paul Almond (1980)
- Monsignore (Monsignor), regia di Frank Perry (1982)
- Corda tesa (Tightrope), regia di Richard Tuggle (1984)
- Choose Me - Prendimi (Choose Me), regia di Alan Rudolph (1984)
- Stati di alterazione progressiva (Trouble in Mind), regia di Alan Rudolph (1985)
- The Moderns, regia di Alan Rudolph (1988)
- Inseparabili (Dead Ringers), regia di David Cronenberg (1988)
- Identità sepolta (False Identity), regia di James Keach (1990)
- Rue du Bac, regia di Michael Aghion (1991)
- Rival Romeos, regia di Eric Till (1992)
- The Dance Goes On, regia di Paul Almond (1992)
- An Ambush of Ghosts, regia di Everett Lewis (1993)
- Un amore per Max (Mon amie Max), regia di Michel Brault (1994)
- Le straordinarie avventure di Pinocchio (The Adventures of Pinocchio), regia di Steve Barron (1996)
- La casa del sì (The House of Yes), regia di Mark Waters (1997)
- La morte corre sul video (Dead Innocent), regia di Sara Botsford (1997)
- You Can Thank Me Later, regia di Shimon Dotan (1998)
- Last Night, regia di Mark McKellar (1998)
- The Eye - Lo sguardo (Eye of the Beholder), regia di Stephan Elliott (1999)
- Alex in Wonder, regia di Drew Ann Rosenberg (2001)
- La Turbulence des fluides, regia di Manon Briand (2002)
- Jericho Mansions, regia di Alberto Sciamma (2003)
- Finding Home, regia di Lawrence David Foldes (2003)
- Downtown: A Street Tale, regia di Rafal Zielinski (2004)
- Due per un delitto (Mon petit doigt m'a dit...), regia di Pascal Thomas (2005)
- Disappearances, regia di Jay Craven (2006)
- Délivrez-moi, regia di Denis Chouinard (2006)
- The Trotsky, regia di Jacob Tierney (2009)
- Pour l'amour de Dieu, regia di Micheline Lanctôt (2011)
- Resta con me (Still Mine), regia di Michael McGowan (2012)
- The Legend of Sarila, regia di Nancy Flower Savard (2013)
- Confine a Nord (Northern Borders), regia di Jay Craven (2013)
- Chorus, regia di François Delisle (2015)

### Televisione
- Les belles histoires des Pays-d'en-Haut – serie TV (1956)
- Ti-Jean caribou – serie TV (1963)
- Great Performances – serie TV (1974)
- Hallmark Hall of Fame – serie TV, episodi 17x02-25x05 (1967; 1976)
- Padrona del Paradise (Mistress of Paradise), regia di Peter Medak – film TV (1981)
- Les Noces de papier, regia di Michel Brault – film TV (1989)
- Red Earth, White Earth, regia di David Greene – film TV (1989)
- Maestrina (Children of My Heart), regia di Keith Ross Leckie – film TV (2000)
- The Bookfair Murders, regia di Wolfgang Panzer – film TV (2000)
- Matisse & Picasso: A Gentle Rivalry, regia di Jinny Martin, Rob Tranchin – film TV (2001)

## Riconoscimenti
- Premio Oscar
  - 1970 – Candidatura alla migliore attrice per Anna dei mille giorni

- Golden Globe
  - 1970 – Migliore attrice in un film drammatico per Anna dei mille giorni

- Los Angeles Film Critics Association
  - 1988 – Miglior attrice non protagonista per Inseparabili e Moderns

- Primetime Emmy Awards
  - 1968 – Candidatura alla miglior attrice protagonista in un singolo episodio di una serie drammatica per Hallmark Hall of Fame – episodio 17x02

- Prix Suzanne Bianchetti
  - 1966 – Vinto

## Doppiatrici italiane
- Daniela Nobili in Coma profondo, L'ultimo viaggio dell'arca di Noè, The Moderns, Inseparabili
- Melina Martello in Terremoto, Obsession - Complesso di colpa, The Eye - Lo sguardo
- Maria Pia Di Meo in Assassinio su commissione, Due per un delitto
- Maresa Gallo in Anna dei mille giorni
- Vittoria Febbi ne L'incorreggibile
- Micaela Esdra in Il corsaro della Giamaica
- Livia Giampalmo in Monsignore
- Lorenza Biella in Corda tesa
- Pinella Dragani in Stati di alterazione progressiva
- Aurora Cancian in Resta con me
- Alessandra Korompay in Confine a Nord